# Onofrio Zanotti
Onofrio Zanotti (1787 – Bologna, 1861) è stato un pittore e decoratore italiano membro della scuola bolognese di pittura.

## Biografia
Allievo a Bologna di Giuseppe Fancelli e Gaetano Caponeri, nel 1806 vinse un premio di seconda classe d'ornato presso la Pontificia Accademia di Belle Arti di Bologna, in cui divenne successivamente professore di ornato.
Zanotti si affermò a Bologna come pittore, specializzato nelle vedute prospettiche e nella tecnica dell'acquarello colorato.

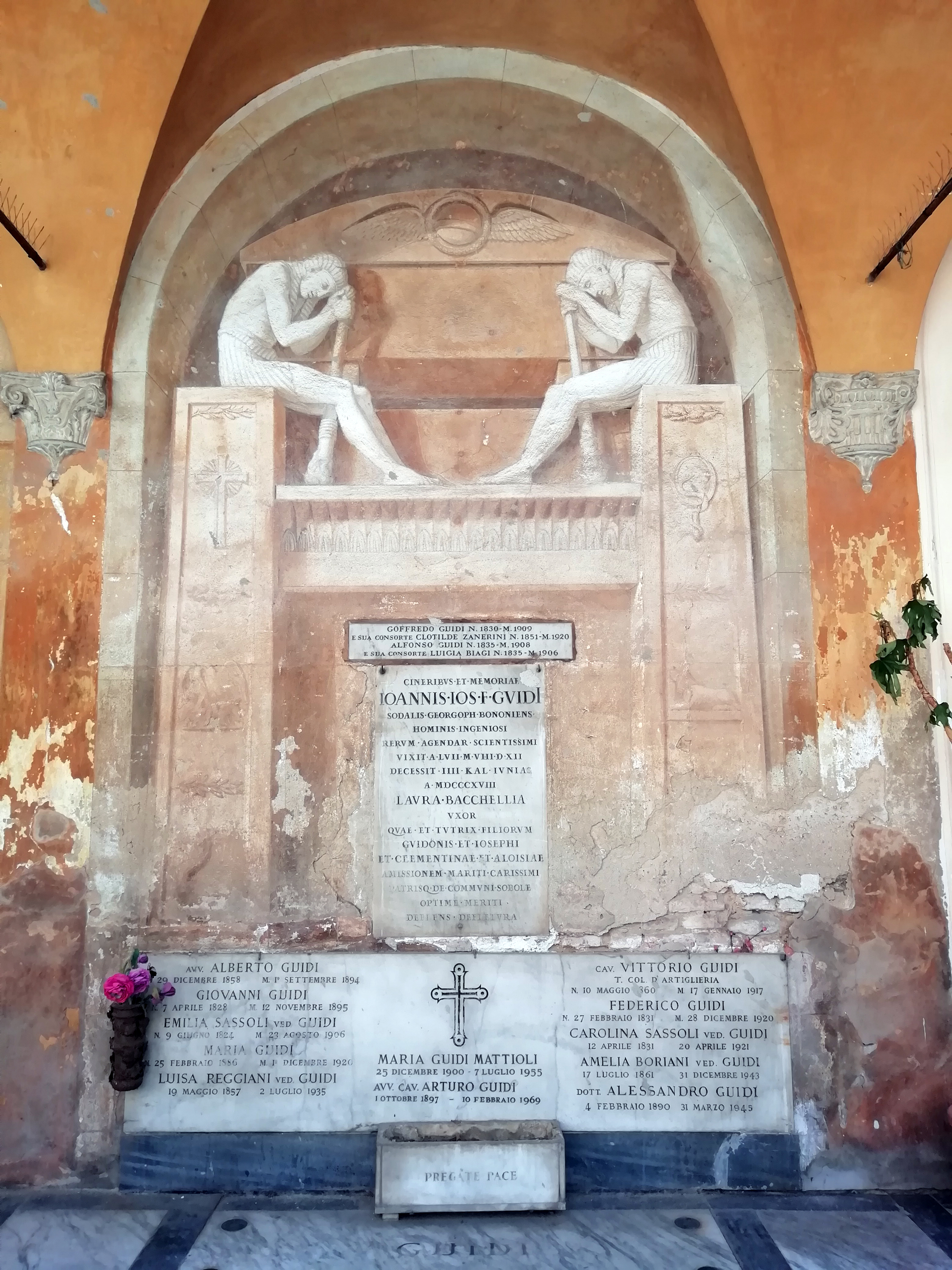
Il monumento Guidi nella Certosa di Bologna

Nel 1810 espose all'Accademia Una colonna, ed un arco trionfale d'invenzione all'acquerello.
Intervenne tanto nella decorazione di palazzi quanto nei luoghi di culto, spesso affiancando altri pittori specializzati in figure e ritratti quali Antonio Basoli, Caponeri (per la decorazione del Palazzo arcivescovile), Giacomo Savini (a Palazzo Salina e a Palazzo Rusconi), Pietro Fancelli (a Palazzo Garagnani, nella basilica di Santa Maria Maggiore, come «ornatore di eleganti pitture» a Palazzo Spada secondo lo Zucchini), o ancora Giuseppe Manfredini (nella chiesa di Santa Maria della Carità).
Tra i suoi interventi si ricordano anche le decorazioni di Palazzo Gregorini Bingham nel 1830, lo sfondato prospettico nella Sala del Consiglio del Palazzo Malvezzi De' Medici su disegno di Francesco Cocchi, l'ornato della Memoria eretta al benemerito Fondatore e la prospettiva all'ingresso del Collegio Venturoli, l'intervento a palazzo Davia.
Nella cattedrale di Bologna dipinge una cappella nella sacrestia e il monumento dell'Arcivescovo Lambertini, futuro Papa Benedetto XIV. Suoi alcuni decori nelle chiesa di San Giuseppe, di San Nicolò degli Albari, di Santa Maria della Presentazione, di San Procolo, di Santa Maria Lacrimosa degli Alemanni, di San Tommaso di Strada Maggiore, di San Giacomo Maggiore, di Santa Maria della Pietà, di Santa Caterina di Saragozza e di San Leonardo.
La sua notorietà lo portò a lavorare anche in altre città, ad esempio a Forlì, dove collaborò il figurista Giovanni Garzia decorando palazzo Corbici Reggiani.
Tra 1815 e il 1825 realizza quattro monumenti funebri nella Certosa di Bologna: il monumento ad Angela Arfelli, in collaborazione con Caponeri, e il monumento a Giuseppe Untersteiner sono andati persi, mentre sussistono il monumento a Giovanni Guidi sempre con Caponeri, e il monumento a Pellegrino Tomasoli o monumento Tomasoli Laziosi, eseguito in collaborazione con gli scultori Francesco Franzoni e Petronio Rasori.
Con Contardo Tomaselli realizzò una serie di dieci acquarelli che riproducono varie vedute dell'esterno e dell'interno dell'Archiginnasio, divenuto in seguito Biblioteca Civica.
Onofrio Zanotti morì a Bologna nel 1861 e fu sepolto al n. LXIX/6 nel Chiostro Maggiore a Ponente del cimitero monumentale con la pittrice Clementina Gandolfi che aveva sposato nel 1840.
Onofrio Zanotti è antenato di A. Zanotti, che trascrisse le memorie di Mauro Gandolfi.